# Anna Tunnicliffe
Anna Tunnicliffe (* 17. Oktober 1982 in Doncaster, England) ist eine US-amerikanische Seglerin.
Tunnicliffe begann im Alter von 9 Jahren im Optimist zu segeln. Mit 12 Jahren zog ihre Familie nach Perrysburg in Ohio. Dort begann Tunnicliffe mit dem Regattasegeln. Mit 17 Jahren stieg sie auf den Laser Radial um und segelte in der Folge auch den Laser (Standardrigg). 
Sportliche Erfolge (alle in der Klasse Laser Radial) waren unter anderem 2005 der 3. Platz bei der Frauenweltmeisterschaft, der 8. Platz bei der Europameisterschaft, 2006 der 4. Platz bei der Weltmeisterschaft und im Oktober 2006 der 1. Platz in der Weltrangliste.
Bei den Olympischen Sommerspielen 2008 in Peking gewann Tunnicliffe die Goldmedaille in der Bootsklasse Laser Radial. Im Januar 2014 kündigte sie nach 12 Jahren  ihren Rücktritt vom olympischen Segelsport an.
Am 27. August 2016 heiratete Anna Tunnicliffe ihren langjährigen CrossFit-Coach Brad Tobias und änderte ihren Familiennamen auf Tunnicliffe Tobias. CrossFit ist ein Wettkampfsport mit mehreren Disziplinen und eine Fitnesstrainingsmethode. Ihre CrossFit-Karriere setzte sie danach fort und gründete zusammen mit ihrem Mann ein CrossFit-Center.